# Dieter Gaier
Dieter Gaier (Stuttgart, 12 de maio de 1928 — Göppingen, 15 de dezembro de 2002) foi um matemático alemão.

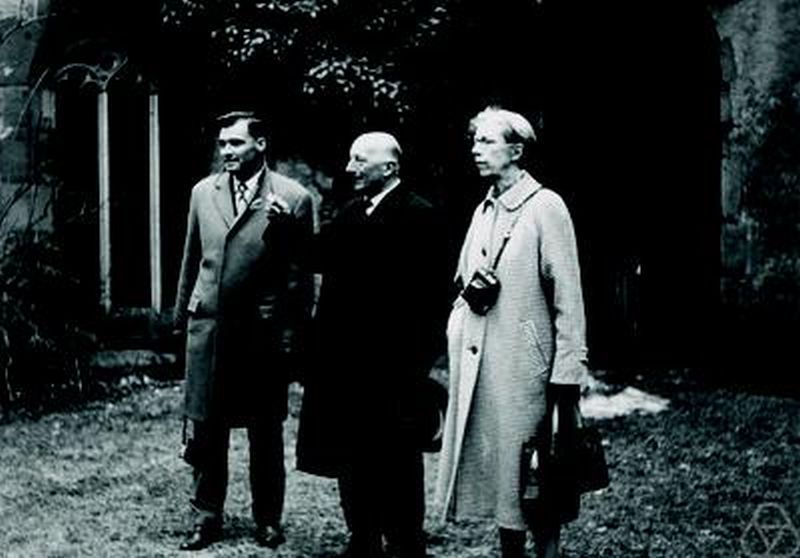
Dieter Gaier (esquerda) com Edward Collingwood e Mary Cartwright

Obteve um doutorado em 1950 na Universidade de Rochester, orientado por Werner Meyer-König, com a tese On Some Tauberian Theorems, Abelsche Sätze für Potenzreihen, Dirichletreihen und Laplace-Integrale.

## Obras
- Vorlesung über Approximation im Komplexen, Birkhäuser 1980 (englische Ausgabe Birkhäuser 1987)
- Konstruktive Methoden der konformen Abbildung, Springer 1964
- Über die Entwicklung der Funktionentheorie in Deutschland 1890 bis 1990, in Hirzebruch u.a. Ein Jahrhundert Mathematik 1890-1990. Festschrift zum Jubiläum der DMV, Vieweg 1990.
- Approximation im Komplexen, Jahresbericht DMV, Band 86, 1984, S. 151-159
- Konforme Abbildung mehrfach zusammenhängender Gebiete, Jahresbericht DMV, Band 81, 1979, S. 25-44
- Probleme und Methoden der konstruktiven konformen Abbildung, Jahresbericht DMV, Band 67, 1965, S. 118-132, Online
- Darstellung und Begründung einiger neuerer Ergebnisse der Funktionentheorie, Springer, Berlin, 1986; Neuausgabe des Klassikers von Edmund Landau mit ausführlichen Anhängen, Anmerkungen und Literaturhinweisen von Gaier